# Carlos Bautista
Carlos Bautista Ojeda (ur. 8 stycznia 1959 w Linares w prowincji Jaén) – hiszpański i andaluzyjski polityk, w latach 1999–2003 poseł do Parlamentu Europejskiego V kadencji.

## Życiorys
Ukończył studia z dziedziny medycyny (chirurgia) w Grenadzie. Magisterium uzyskał z dziedziny medycyny sportowej na Uniwersytecie w Kordowie. Pełnił m.in. obowiązki radnego, dyrektora Instytutu Sportowego w Andaluzji oraz delegata ds. turystyki i sportu w Maladze.
Od lat 80. aktywny w ruchu na rzecz autonomii Andaluzji. W wyborach w 1999 uzyskał mandat europarlamentarzysty z listy Koalicji Europejskiej. Wstąpił do frakcji Zielonych i Wolnego Sojuszu Europejskiego. Zasiadał w Komisji Rolnictwa i Rozwoju Wsi (1999–2002) oraz Komisji Rolnictwa i Rozwoju Obszarów Wiejskich (od 2002). Był członkiem Delegacji ds. stosunków z państwami Maghrebu i Arabską Unią Maghrebu. W 2009 ponownie kandydował do Parlamentu Europejskiego z ramienia Koalicji dla Europy pod hasłem „Andaluzista w Brukseli”.
Pełni funkcję sekretarza ds. stosunków zagranicznych Partii Andaluzyjskiej. Jako radny angażował się w akcje na rzecz obrony praw osób LGBT. Jest także artystą, zajmuje się malarstwem. Jego prace były wystawiane w galeriach Eduma de Linares, Espacio Tres de Málaga, Frankamente oraz podczas pokazu ArtJaén 2007.